# Plaion
Plaion (tidigare Koch Media) är ett tysk-österrikiskt mediaföretag. Företaget grundades 1994 av Franz Koch och Klemens Kundratitz. Bland Plaions dotterbolag finns datorspelsförlagen Deep Silver, Prime Matter och Ravenscourt, datorspelsutvecklarna Warhorse Studios och Milestone, samt filmdistributionsföretaget Plaion Pictures.
Företagets moderbolag, Koch Media Holding, köptes av det svenska förvaltningsbolaget Embracer Group (då känt som THQ Nordic AB) i februari 2018.
Den 4 augusti 2022 döptes bolaget om till Plaion.